# SN 2006ld
SN 2006ld – supernowa typu Ib odkryta 19 października 2006 roku w galaktyce UGC 348. W momencie odkrycia miała maksymalną jasność 16,00m.